# Назаренки (Котелевский район)
Назаренки (укр. Назаренки) — село,
Милорадовский сельский совет,
Котелевский район,
Полтавская область,
Украина.
Код КОАТУУ — 5322283008. Население по переписи 2001 года составляло 7 человек.

## Географическое положение
Село Назаренки находится на расстоянии в 1 км от села Зайцы-Вторые и в 1,5 км от села Козловщина.

## История
Село указано на трехверстовке Полтавской области. Военно-топографическая карта.1869 года как хутор Гаврилки